# جان بوير (مخرج)
جان بوير (بالفرنسية: Jean Boyer)‏ هو كاتب سيناريو ومخرج فرنسي، ولد في 26 يونيو 1901 في باريس في فرنسا، وتوفي بنفس المكان في 10 مارس 1965.

## وصلات خارجية
- جيان بوير على موقع IMDb (الإنجليزية)
- جيان بوير على موقع ألو سيني (الفرنسية)
- جيان بوير على موقع ميوزك برينز (الإنجليزية)
- جيان بوير على موقع أول موفي (الإنجليزية)
- جيان بوير على موقع قاعدة بيانات الأفلام السويدية (السويدية)
- جيان بوير على موقع ديسكوغز (الإنجليزية)
- جيان بوير على موقع قاعدة بيانات الفيلم (الإنجليزية)
- جيان بوير على موقع كينوبويسك (الروسية)